# Lomelosia pulsatilloides
Lomelosia pulsatilloides är en tvåhjärtbladig växtart. Lomelosia pulsatilloides ingår i släktet Lomelosia och familjen Dipsacaceae.

## Underarter
Arten delas in i följande underarter:
- L. p. macropoda
- L. p. pulsatilloides